# Forelius breviscapus
Forelius breviscapus är en myrart som beskrevs av Auguste-Henri Forel 1914. Forelius breviscapus ingår i släktet Forelius och familjen myror.

## Underarter
Arten delas in i följande underarter:
- F. b. breviscapus
- F. b. obscuratus
- F. b. pusillus